# Liste der Handfeuerwaffen/K
Übersicht im Referenzwerk zu "Handfeuerwaffen K – KYNOID"

## K#…
- K3 Armenien – Bullpup-Sturmgewehr
- Grand Power K100 (Slowakei – Pistole – 9 × 19 mm)

## KA…
- Kalaschnikow siehe Liste der Handfeuerwaffen/A#AK – Awtomat Kalaschnikow

- Kanuni Pistole (Türkei – Pistole – 9 × 19 mm)
- Karabiner 31 (Schweizer Ordonnanzkarabiner 1931)

- Knight's Armament Company
  - KAC PDW (USA – Maschinenpistole – 6 × 35 mm)
  - KAC Masterkey (USA – Schrotflinte – Kaliber 12)
  - KAC SR-15 (USA – Sturmgewehr – 5,56 × 45 mm NATO)
  - KAC SR-16 (USA – Sturmgewehr – 5,56 × 45 mm NATO)
  - KAC SR-25 (USA – Scharfschützengewehr – 7,62 × 51 mm NATO)
  - KAC SR-47 (USA – Sturmgewehr – 7,62 × 39 mm)
  - KAC SR-50 (USA – Scharfschützengewehr – 12,7 × 99 mm)

- Khaybar KH2002 (Iran – Sturmgewehr – 5,56 × 45 mm NATO)
- Kaschtan Maschinenpistole (AEK-919K Kashtan)
- Kassnar Arms M-116

## KB…
- kb ppanc wz 1935
- kbk wz. 88 Tantal
- Kbk wz. 96 Mini-Beryl
- kbk wz. 97
- kbk wz. 2002
- kbk wz. 2005 Jantar
- Kbk wz. 1929
- kbk wz. 91/98/25
- kbkg wz. 1960
- kbkm wz. 2003
- KBP GSh-18
- KBP UDAR
- Kbs wz. 1996 Beryl
- kbsp wz. 37S
- kbsp wz. 38M

- Kel-Tec
  - Kel-Tec P-11
  - Kel-Tec P-32
  - Kel-Tec P40
  - Kel-Tec P3AT
  - Kel-Tec PMR-30
  - Kel-Tec RFB
  - Kel-Tec SUB-9
  - Kel-Tec SUB-2000
  - Kel-Tec SU-16 (A, B, C, CA, D)

## KG…
- KGP-9 Ungarn Maschinenpistole

## KI…
- Kintrek Model KBP-1 .22 Caliber

## KK
- KK-MPi 69 von Fahrzeug- und Jagdwaffenwerk „Ernst Thälmann“

## KN
- Leichtes Maschinengewehr Knorr-Bremse 1935/36 siehe auch Knorr-Bremse#Sonstiges

## KO…
- Kora Brno (Tschechien – Revolver - .22lfB / 4 mm)
- Korowin TK sowjetische Selbstladepistole, 6,35 mm Browning
- Korth Combat .357 (Deutschland – Revolver .357 Magnum)
- AEK-906 „Nosorog“ Russland – Revolver
- AEK-919K „Kaschtan“ Russland – Maschinenpistole
- R-92 „Udar“ Russland – Revolver

## KP…
- KPB Drotik
- KPB PP90-M (Russland)
- KPB U94-TS Russland -Revolver

## KR…
- Krag-Jørgensen
- Krag-Petersson
- Kropatschek-Gewehr

## KS…
- KS23K
- KSWK